# P. Heinz Müller
Paul Heinz Müller (* 23. August 1924 in Dresden; † 10. Mai 2009 ebenda) war ein deutscher Mathematiker und Hochschullehrer.

## Leben
Nach der Einberufung zur Wehrmacht, Verwundung im Zweiten Weltkrieg und Kriegsgefangenschaft studierte er von 1946 bis 1950 an der TH Dresden Mathematik. Er schloss 1953 seine Promotion ab und habilitierte sich 1957. Im Jahr 1959 wurde er als Professor für Mathematik an die TH Dresden berufen. Von 1964 bis zu seiner Emeritierung im Jahr 1989 leitete er an der TU Dresden das II. Institut für Angewandte Mathematik, das spätere Institut für Mathematische Stochastik. Er arbeitete insbesondere zur Anwendung der Wahrscheinlichkeitsrechnung und mathematischen Statistik in den technischen Wissenschaften und der Medizin.
Nach 1990 hatte er als Vorsitzender der Landespersonalkommission im Sächsischen Staatsministerium für Wissenschaft und Kunst und als Mitglied der Berufungskommission der Technischen Universität Dresden wesentlichen Anteil an der Neuprofilierung des sächsischen Hochschulwesens. Er war Mitglied des Landessprecherrates des Deutschen Hochschulverbandes. 
Müllers Grab befindet sich auf dem Waldfriedhof Weißer Hirsch.

## Ehrungen
- Ehrendoktor der Bergakademie Freiberg (1992)
- Bundesverdienstkreuz 1. Klasse (20. September 1995)[1][2]
- Ehrenmitglied des  Deutschen Hochschulverbandes

## Werke
- P. H. Müller et al.: Lexikon der Stochastik; 1. bis 5. neu bearb. und erw. Aufl. 1991, Akademie-Verlag Berlin und Buchgemeinschaft Darmstadt; ISBN 3-055-00608-9
- P. H. Müller et al.: Steuerung stochastischer Prozesse; Akademie-Verlag Berlin 1984
- P. H. Müller et al.: Stochastische Suchverfahren; Fachbuchverlag Leipzig 1986; Harri-Deutsch-Verlag Thun, Frankfurt am Main 1987